# Носов, Дмитрий Юрьевич
Дми́трий Ю́рьевич Но́сов (9 апреля 1980, Чита-46, СССР) — российский дзюдоист и политик. Депутат Государственной думы Российской Федерации VI созыва от Красноярского края (2011—2016). Заслуженный мастер спорта по дзюдо, мастер спорта по самбо. Бронзовый призёр Игр XXVIII Олимпиады в Афинах (2004). Основатель школы боевых искусств (2009) и Всероссийского общественного движения борьбы с наркоманией и алкоголизмом АнтиДилер (2015).

## Биография
Родился 9 апреля 1980 году в военном городке Чита-46 в семье военного. В 1987 году вместе с семьей переехал в Ленинград, в 1990 году — в Москву.

### Спортивная карьера
В 1991 году отец впервые отвёл Дмитрия в школу Самбо-70, в которой тот проучился до 1997 года. В 1995 году занял второе место на первенстве России по самбо среди юношей. В 1996 году получил вывих бедра и год не участвовал в соревнованиях.
С 1997 года по 2006 год Дмитрий Носов занимал призовые места и выигрывал первенства, суперкубки и чемпионаты России, Европы и мира по дзюдо и самбо. В 2004 году завоевал бронзовую медаль по дзюдо на Олимпийских играх в Афинах.
В 2003 году Дмитрий Носов окончил Российскую государственную академию физической культуры и спорта.
2002, 2003 — Бронзовый призёр чемпионатов России.
2003 — Победитель Олимпийских игр среди полицейских.
2004 — Бронзовый призёр чемпионата Европы.
2004 — Бронзовый призёр Игр XXVIII Олимпиады в Афинах в категории до 81 кг. По ходу турнира получил тяжёлую травму руки, но отказался сниматься с турнира.
В 2006 году закончил выступления в большом спорте.

### Общественная деятельность
В 2004—2006 годах был вице-президентом некоммерческого партнёрства МП «Дрозд» («Дети России образованны и здоровы»).
С 2006 года Дмитрий Носов — частый гость и участник телевизионных проектов: в частности, становится четырёхкратным обладателем кубка телепроекта «Большие олимпийские гонки», победителем «Естественного отбора» и «Властелина горы», а также начинает заниматься общественной деятельностью, вопросами пропаганды спорта и здорового образа жизни.
В 2008 году окончил с «красным» дипломом Российскую академию государственной службы.
В 2005 году снялся в телесериале «Зона».
В 2009 году снялся в главной роли в фильме «Путь».
В Форте Боярд играл за команду «Спортивная».
Дмитрий Носов — председатель правления благотворительного Фонда содействия воспитанию физически и нравственно здорового поколения «Фонд Дмитрия Носова».
Является автором проекта фотовыставки «Лица Победы».
В 2013 году выпустил книгу «Сердца ритм», а в 2017 году написал книгу «Моя борьба».
В 2017 году вошел в новый состав Общественной палаты Российской Федерации. Член комиссии по безопасности и взаимодействию с ОНК.

### Политическая карьера
4 декабря 2011 года избран депутатом госдумы по списку партии ЛДПР от Красноярского края.
Создал и возглавил в Государственной думе межфракционную группу по борьбе с лоббизмом в социально-значимых законопроектах, в которую вошли представители всех думских фракций. Одним из результатов работы группы стали поправки в «антитабачный» закон, а также законопроект о штрафах за нарушение этого закона. Также является автором 40 законопроектов.
20 сентября 2015 года за употребление наркотиков был задержан рэпер Гуф. Инициатором задержания была организация «Антидилер», руководителем которой является депутат Дмитрий Носов. 23 сентября 2015 года руководитель высшего совета ЛДПР Игорь Лебедев объявил, что он решил исключить из партии Носова за скандал с рэпером Гуфом, так как, по словам политика, именно Дмитрий Носов был инициатором задержания Гуфа.
Является участником движения «АнтиДилер», которое ведёт борьбу с наркотиками.
В 2015 году обратился в ФСКН с просьбой проверить семь статей русской Википедии, содержащих, по его мнению, запрещённую к распространению в России информацию. По результатам этой проверки Роскомнадзор 23 ноября включил 4 статьи в Единый реестр запрещённых сайтов.
В апреле 2016 года предложил внести поправки в закон «Об охране здоровья граждан от воздействия окружающего табачного дыма и последствий потребления табака» в части введения временных ограничений по продаже сигарет.
11 марта 2016 лидер ЛДПР Владимир Жириновский сообщил, что Носов не будет избираться в Госдуму от этой партии на ближайших выборах. В качестве причин были названы неспособность Носова работать с избирателями и партийными структурами, а также его восхищение личностью Сталина, идущее вразрез с партийной позицией. После этого Носов предпринял попытку принять участие в праймериз «Единой России» и выдвинуться в депутаты от этой партии, однако его заявка была аннулирована из-за членства в ЛДПР. 13 апреля Носов был исключён из ЛДПР за «утрату связи с партией» и увлечение собственным пиаром. По словам Владимира Жириновского предложение сдать мандат Носов проигнорировал, и 20 июня был исключён из фракции с формулировкой «за предательство». Однако в фейсбуке Носова было опубликовано заявление депутата о выходе из партии, датированное мартом. Депутаты Роман Худяков и Ирина Чиркова, исключённые из партии совместно с Носовым, также заявили, что исключить из ЛДПР их не могли, так как они вышли из неё ещё ранее.
В итоге Дмитрий Носов был выдвинут КПРФ в Дивногорском одномандатном округе Красноярского края. По итогам голосования получил 38138 голосов и занял второе место, уступив кандидату от партии «Единая Россия» Виктору Зубареву (90661).
В декабре 2017 года заявил о намерении баллотироваться в президенты России в 2024 году.
17 сентября 2018 года Дмитрий очень ярко прокомментировал результаты выборов губернатора Приморья на своей странице в Facebook:
В 2021 году выдвинут кандидатом в ГД от КПРФ.

У меня траур! Сегодня я похоронил Эллу Памфилову и весь избирком…
Друзья, то, что произошло сегодня ночью в Приморье, иначе, чем беспределом не назовешь. У людей не просто украли победу, этой небывалой фальсификацией, у всех нас украли Свободу Выбора. На этих выборах всем нам просто беспринципно плюнули в лицо и насрали прямо в душу… (простите за мой французкий). Ярость. Гнев. Мои эмоции, человека с обостренным чувством справедливости. Этого прощать нельзя. А вы что испытываете?

### Награды и достижения
- Заслуженный мастер спорта
- медаль ордена «За заслуги перед Отечеством» II степени[31]
- медаль «За доблесть в службе» (МВД)
- медаль «За боевое содружество» (МВД)
- медаль «За отличие в службе» (МВД) III степени
- знак отличия «За храбрость» (ФСБ)
- «Золотой пояс» от Российского союза боевых искусств
- международная общественная награда Орден «Слава Нации».
- диплом ОКР и комитета Фэйр Плэй за благородство в спорте и соблюдение принципов Фэйр Плэй[32]

## Критика
Созданное Дмитрием Носовым движение «АнтиДилер» периодически попадает в различные скандалы с известными рэп-исполнителями, а лидер движения Дмитрий Носов обвиняет ряд популярных исполнителей в пропаганде наркотиков. Тем не менее, по заявлениям Носова не было возбуждено ни одного уголовного дела, в котором фигурировали бы популярные рэперы. Одним из вызвавших резонанс случаев стало задержание Паши Техника по подозрению в совершении административного правонарушения, произошедшее 14 ноября 2016 года в Красноярске.
Известный рэпер Дэвид Нуриев более известный под псевдонимом Птаха, обвинил Дмитрия Носова в употреблении наркотиков и предложил ему пройти медицинское обследование, однако Носов проигнорировал предложение рэпера.
Пермский филиал движения «АнтиДилер» фигурирует в деле о вымогательстве полумиллиона рублей.
Известный боец ММА Сергей Харитонов назвал Носова политической проституткой, заявив, что его выгоняют отовсюду, где он появляется.
В конце 2022 года в распоряжение СМИ попала информация о том, что Дмитрий Носов подозревается в избиении сотрудника гостиницы в Индонезии.
На выборы в Государственную Думу в 2021 году Носов решил баллотироваться от Забайкальского края. Во время выборов экс-депутат Государственной Думы от ЛДПР заявил, что 4 партии предлагали ему выдвигаться в своих рядах — «Справедливая Россия», КПРФ, «Новые люди» и «Зелёные». Вскоре представители партий «Зелёные» и «Справедливая Россия» заявили, что ничего подобного Носову не предлагали. Кроме того, во время выборов в Забайкалье кандидат от «Справедливой России» Григорьев подал в суд на Носова.
28 апреля 2023 года Дмитрий Носов был объявлен в розыск в Индонезии. Причиной этому, предположительно, стало избиение им сотрудника гостиницы на Бали.